# Antipodocottus
Antipodocottus – rodzaj morskich ryb skorpenokształtnych (Scorpaeniformes) z rodziny głowaczowatych (Cottidae).

## Klasyfikacja
Gatunki zaliczane do tego rodzaju:
- Antipodocottus elegans
- Antipodocottus galatheae
- Antipodocottus megalops
- Antipodocottus mesembrinus